# Castillo de Loki

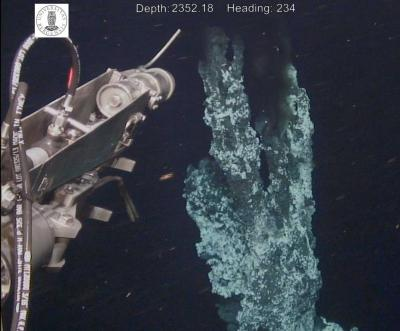
Fotografía de la entrada del Castillo de Loki, tomada en julio de 2008.

El Castillo de Loki es un campo de cinco fuentes hidrotermales localizado entre Noruega y Groenlandia a más de 2352 metros de profundidad. Forma parte de la Dorsal Mesoatlántica, y recibe el nombre en honor a Loki, uno de los personajes más conocidos de la mitología nórdica.
Los respiraderos fueron descubiertos a mediados de julio de 2008 por una expedición científica formada por veinticinco alumnos de la Universidad de Bergen y son las fumarolas negras más septentrionales halladas hasta la fecha. El Castillo de Loki es una zona de gran interés geológico ya que emergen en una región relativamente estable de la corteza terrestre, pues hay escasa presencia de fuerzas tectónicas y por consiguiente un menor número de fuentes hidrotermales.